# Qualcosa di cui... sparlare
Qualcosa di cui... sparlare è un film del 1995 di Lasse Hallström, interpretato da Julia Roberts, Robert Duvall e Dennis Quaid.

## Trama
Grace e suo marito Eddie (Dennis Quaid) si sono sposati molto giovani, dopo aver scoperto di essere in attesa della loro prima figlia. Un matrimonio improvviso, del quale Grace, promettente studentessa di veterinaria e prossima alla laurea, non era completamente sicura. Da lì il passo verso una casa insieme, un lavoro presso la scuderia di famiglia, gestita dai sui genitori (interpretati da Robert Duvall e Gena Rowlands) e una vita abitudinaria è abbastanza breve. Una vita apparentemente felice che però nasconde delle crepe nel rapporto tra moglie e marito.
La tranquillità di Grace infatti è destinata a finire improvvisamente quando la donna scopre il marito baciarsi con un’altra. Il dolore e la rabbia sono così forti da spingere Grace a seguire il marito durante un’uscita serale con i colleghi e fare una scenata di gelosia in mezzo alla strada. Grace affronta Eddie con tutta la rabbia che ha in corpo, senza accorgersi di avere indosso solo la camicia da notte. Un episodio del genere non può di certo passare inosservato e il giorno dopo è già sulla bocca di tutti. Grace così si trova a dover affrontare non solo il tradimento, ma anche gli sguardi e i giudizi di tutte le persone che conosce, compresi i suoi genitori.
Un episodio doloroso che però permette alla donna di trovare la forza per cambiare completamente la sua vita. Nonostante il lavoro e l’amore per sua figlia, Grace infatti non ha mai abbandonato il suo desiderio di finire gli studi e lasciare la scuderia di famiglia. Il tradimento del marito rappresenta così l’occasione per essere finalmente se stessa. Trovato il coraggio per poter affrontare la situazione, Grace scoprirà anche di avere la forza necessaria per risolvere tutte quelle questioni che da anni sono rimaste in sospeso, come il rapporto con il padre, uomo autoritario e presuntuoso, sempre pronto a far valere le proprie idee con la forza, oppure affrontare tutte quelle pettegole del circolo di beneficenza che da sempre sparlano l’una alle spalle dell’altra.
Ma i cambiamenti non finiscono qui. Il coraggio che questa sventura ha trasmesso a Grace sembra contagiare anche tutte le persone che le sono attorno. Ecco che quindi anche la madre, dopo anni di silenzio, riesce ad affrontare finalmente il marito e a punirlo per il tradimento di tanto tempo prima.